# 久万高原警察署
久万高原警察署（くまこうげんけいさつしょ）は、愛媛県警察が管轄する警察署の一つである。

## 所在地
- 愛媛県上浮穴郡久万高原町久万542番地4

## 管轄区域
- 上浮穴郡久万高原町

## 沿革
- 2005年4月1日：名称を「愛媛県久万警察署」から愛媛県久万高原警察署に変更した。

## 内部組織
- 警務課 - 警務係、警察相談係、留置係
- 会計課 - 会計係
- 刑事生活安全課 - 指導係、捜査係、鑑識係、生活安全係、申請許可係、警察相談係
- 地域警備課 - 地域係、通信指令係、地域指導係、自動車警ら係、警備係
- 交通課 - 指導係、交通係、交通機動係

## 交番
なし

## 駐在所
（ ）の中は所在地
- 川瀬駐在所（上浮穴郡久万高原町下畑野川甲369-1）
- 父二峰駐在所（上浮穴郡久万高原町露峰甲558-5）
- 渋草駐在所（上浮穴郡久万高原町渋草2308-2）
- 御三戸駐在所（上浮穴郡久万高原町上黒岩33）
- 仕七川駐在所（上浮穴郡久万高原町七鳥2600-1）
- 柳谷駐在所（上浮穴郡久万高原町柳井川797-1）